# Milan Cais
Milan Cais (* 25. května 1974 Praha) je český výtvarný umělec a zároveň bubeník, zpěvák a textař skupiny Tata Bojs.

## Hudební tvorba
Více o Caisově hudební dráze v hesle skupiny Tata Bojs
Hudební skupinu Tata Bojs založili Cais s Mardošou (baskytaristou a textařem), se kterým se znají už od mateřské školy (rok 1979) ještě coby žáci základní školy. První koncert odehráli v roce 1988. V roce 1991 vydali první album, do roku 2020 celkem deset řadových alb a další alba kompilací, remixů nebo symfonických verzí jejich skladeb. Svoji hudební dráhu Tata Bojs shrnuli v roce 2018 na výstavě soch, multimediálních objektů a instalací Tata 30js v Centrum současného umění DOX v Praze . Při této příležitosti vyšla rovněž objemná publikace Tatalog s řadou archivních materiálů. Mimo kapelu Tata Bojs spolupracoval s hudební skupinou Kašpárek v rohlíku, v roce 2015 složil hudbu k celovečernímu loutkovému filmu Malý pán a o tři roky později (spolu Ondřejem Galuškou) také skladby k dětskému představení Divadla v Celetné Krev není voda.

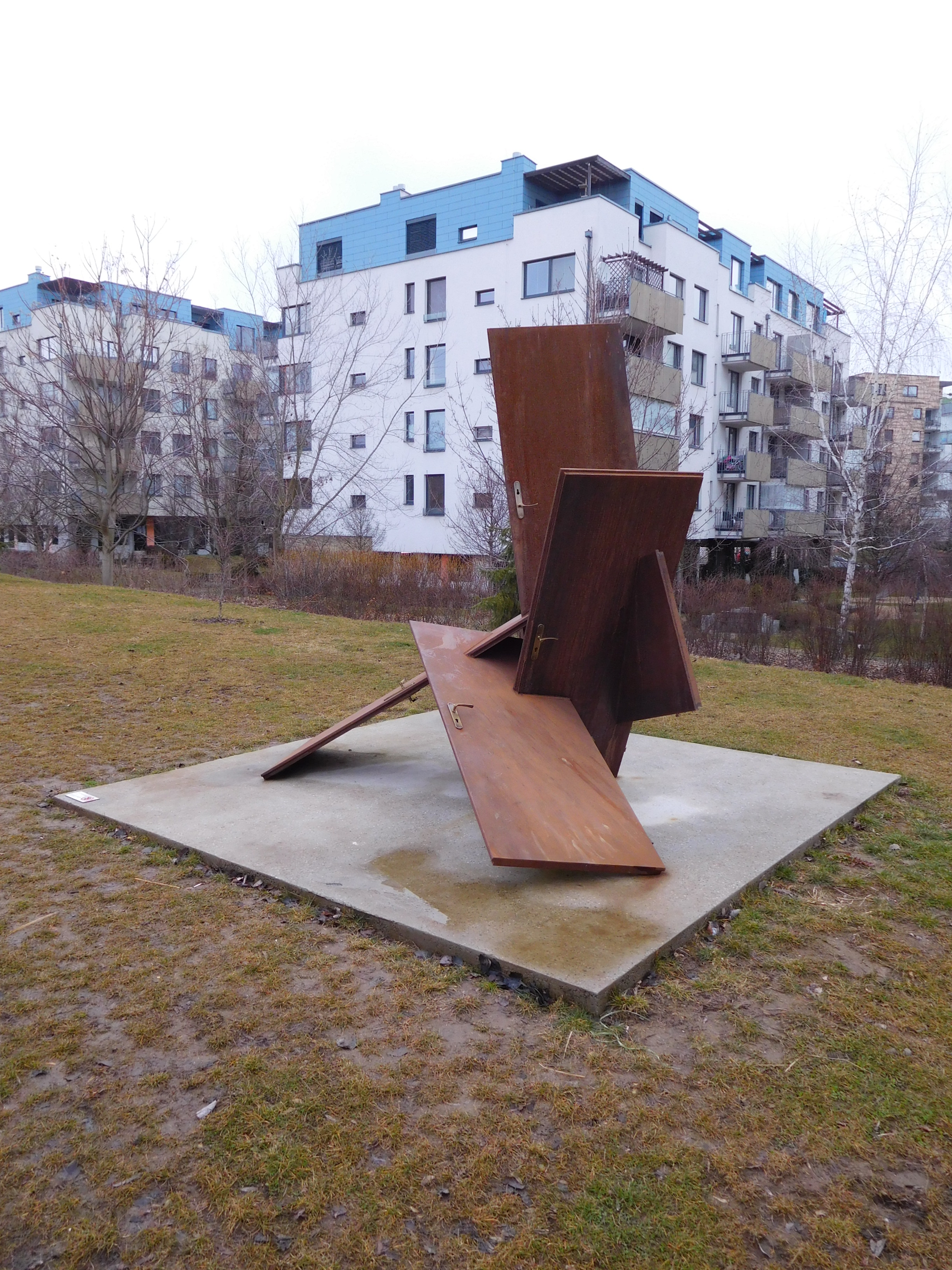
Milan Cais: Několik problémů najednou, Praha - Střížkov

## Výtvarná tvorba
V letech 1992–1999 Cais studoval na Akademii výtvarných umění v Praze v ateliérech sochařů Huga Demartiniho a Jindřicha Zeithammela a vizuálního umělce Jiřího Davida. Jádrem jeho umělecké tvorby je sochařský objekt, ale rejstřík jeho tvůrčích prostředků zahrnuje také manipulovanou fotografii, video, kresbu nebo instalaci. Jeho objekt Kapkostroj byl součástí projektu Zahrada snů v českém pavilonu na světové výstavě EXPO 2005 v japonském Aiči. Spolu s výtvarným umělcem a hudebníkem Petrem Niklem a dalšími autory se podílel na sérii interaktivních výstav Hnízda her, Orbis Pictus, Labyrint světla, Leporelohra nebo Play. Ilustroval knihu Nanobook svého spoluhráče ze skupiny Tata Bojs a dlouholetého kamaráda Mardoši, která bylo oceněna 3. místem v soutěži Nejkrásnější české knihy roku 2004. V roce 2015 vytvořil skleněnou plastiku udělenou toho roku laureátům Ceny Paměti národa. Používá pseudonym p3D-01.

## Práce pro rozhlas
Pro stanici Český rozhlas Vltava připravuje pravidelné pořady Sedmé nebe.